# Eunidia fuscostictica
Eunidia fuscostictica es una especie de escarabajo longicornio del género Eunidia, subfamilia Lamiinae, tribu Eunidiini. Fue descrita científicamente por Breuning en 1939.
El período de vuelo ocurre en los meses de marzo, abril, mayo y octubre.

## Descripción
Mide 6,5-10,5 milímetros de longitud.

## Distribución
Se distribuye por Benín, Camerún, Costa de Marfil, Etiopía, Guinea, Kenia, Uganda, República Centroafricana, República Democrática del Congo y Chad.